# Silvertown Company
Silvertown Company war ein britischer Hersteller von Automobilen.

## Unternehmensgeschichte
Das Unternehmen aus dem Londoner Stadtteil Silvertown gehörte zu India Rubber, Gutta Percha & Telegraph Works Ltd. 1903 begann die Produktion von Automobilen. Der Markenname lautete Silvertown. 1910 endete die Produktion.

## Fahrzeuge
Silvertown stellte Elektroautos her. Ein Elektromotor trieb die Fahrzeuge an. 1908 erschien ein Modell mit zwei Motoren, von denen jeder eine Achse antrieb. Der Frontantrieb war abstellbar. Die Reichweite war mit 80 km angegeben. Viele Karosserien wurden von W. F. Thorn Ltd. gefertigt. Eine Landaulet-Karosserie ist überliefert.